# Pseudapis diversipes
Pseudapis diversipes là một loài Hymenoptera trong họ Halictidae. Loài này được Latreille mô tả khoa học năm 1806.